# Get Ready for This
 Get Ready for This är en låt från 1991, framförd av 2 Unlimited som är känd att spelas före tekning i ishockey. Se vidare ishockeylåt.
Låten förekommer också följande exempel:

## TV-serier
- I Vänner-avsnittet The One With the Football.
- I South Park-avsnittet Douche and Turd.
- I Simpsons-avsnitten Fat Man and Little Boy, Homer and Ned's Hail Mary Pass, Alone Again, Natura-Diddly, I'm spelling as Fast I Can, Jaws Wired Shut och To Surveil with Love.

## Filmer
- Space Jam
- Djävulen och jag
- Bring it on
- Tooth Fairy

## Data/TV-spel
- NHL 96